# Washington Redskins 1951
La stagione 1951 dei Washington Redskins è stata la 20ª della franchigia nella National Football League e la 14ª a Washington. Sotto la direzione dei capi-allenatore Herman Ball e Dick Todd la squadra ebbe un record di 5-7, terminando terza nella NFL American e mancando i playoff per il sesto anno consecutivo.

## Calendario
| Stagione regolare |              |                        |           |        |                             |          |         |
| Turno             | Data         | Avversario             | Risultato | Record | Stadio                      | Pubblico | Sintesi |
| 1                 | 30 settembre | at Detroit Lions       | S 17–35   | 0–1    | Briggs Stadium              | 27,831   | Recap   |
| 2                 | 7 ottobre    | New York Giants        | S 14–35   | 0–2    | Griffith Stadium            | 23,800   | Recap   |
| 3                 | 14 ottobre   | at Cleveland Browns    | S 0–45    | 0–3    | Cleveland Municipal Stadium | 33,968   | Recap   |
| 4                 | 21 ottobre   | Chicago Cardinals      | V 7–3     | 1–3    | Griffith Stadium            | 22,960   | Recap   |
| 5                 | 28 ottobre   | at Philadelphia Eagles | V 27–23   | 2–3    | Shibe Park                  | 20,437   | Recap   |
| 6                 | 4 novembre   | Chicago Bears          | S 0–27    | 2–4    | Griffith Stadium            | 21,737   | Recap   |
| 7                 | 11 novembre  | at New York Giants     | S 14–28   | 2–5    | Polo Grounds                | 21,242   | Recap   |
| 8                 | 18 novembre  | at Pittsburgh Steelers | V 22–7    | 3–5    | Forbes Field                | 15,060   | Recap   |
| 9                 | 25 novembre  | Los Angeles Rams       | V 31–21   | 4–5    | Griffith Stadium            | 26,307   | Recap   |
| 10                | 2 dicembre   | Philadelphia Eagles    | S 21–35   | 4–6    | Griffith Stadium            | 23,738   | Recap   |
| 11                | 9 dicembre   | at Chicago Cardinals   | V 20–17   | 5–6    | Comiskey Park               | 9,459    | Recap   |
| 12                | 16 dicembre  | Pittsburgh Steelers    | S 10–20   | 5–7    | Griffith Stadium            | 18,096   | Recap   |

Nota: gli avversari della propria division sono in grassetto.

## Classifiche
| NFL American        |    |   |   |      |       |     |     |     |
|                     | V  | S | P | %    | DIV   | PF  | PS  | STR |
| Cleveland Browns    | 11 | 1 | 0 | .917 | 9–0   | 331 | 152 | V11 |
| New York Giants     | 9  | 2 | 1 | .818 | 7–2–1 | 254 | 161 | V4  |
| Washington Redskins | 5  | 7 | 0 | .417 | 4–5   | 183 | 296 | S1  |
| Pittsburgh Steelers | 4  | 7 | 1 | .364 | 3–5–1 | 183 | 235 | V1  |
| Philadelphia Eagles | 4  | 8 | 0 | .333 | 3–6   | 234 | 264 | S2  |
| Chicago Cardinals   | 3  | 9 | 0 | .250 | 0–8   | 210 | 287 | V1  |

Note: I pareggi non venivano conteggiati ai fini della classifica fino al 1972.